# Ernst Steinmann

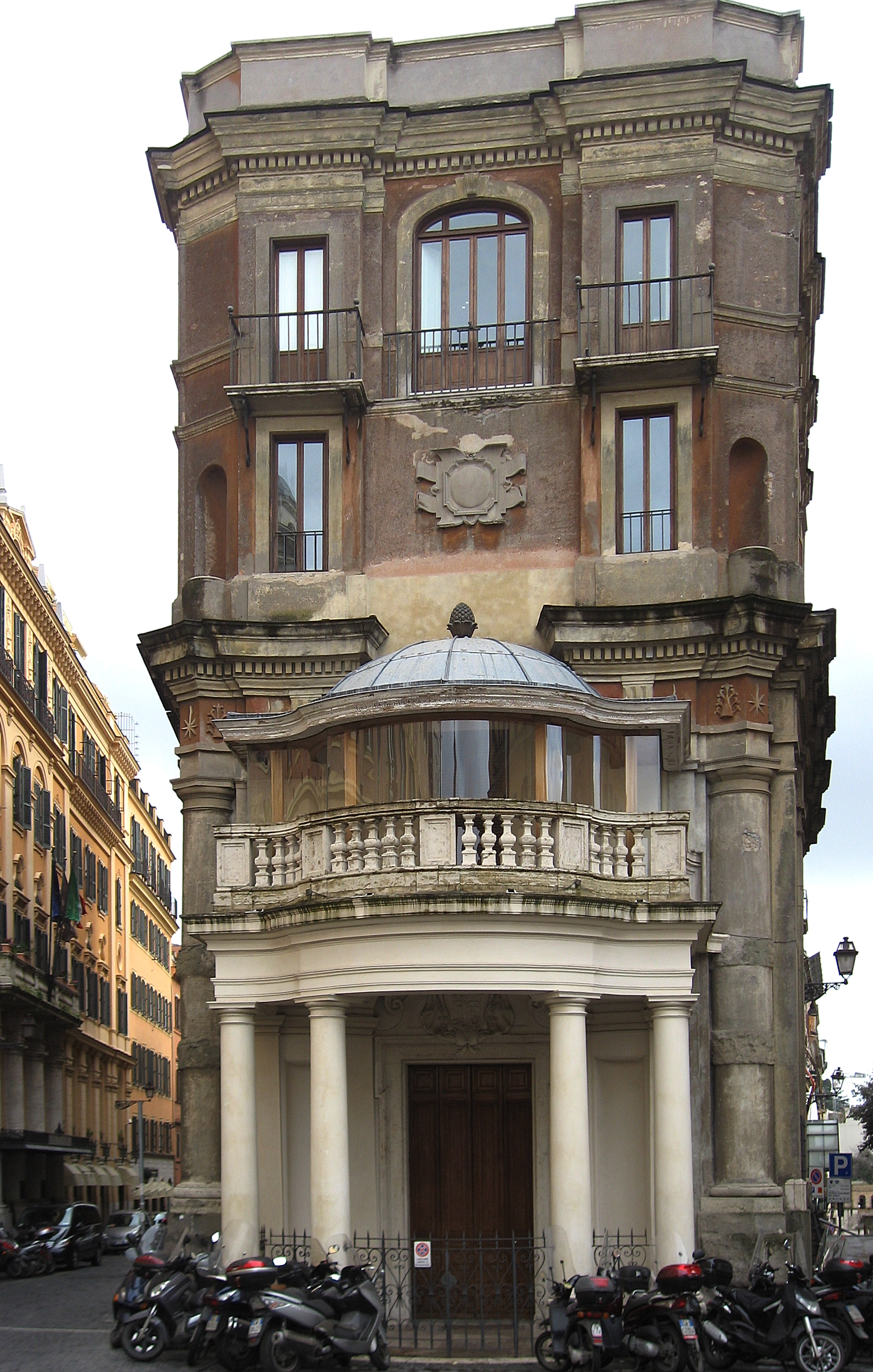
Der langjährige Wohn- und Arbeitsplatz von Ernst Steinmann, der Palazzo Zuccari in Rom.

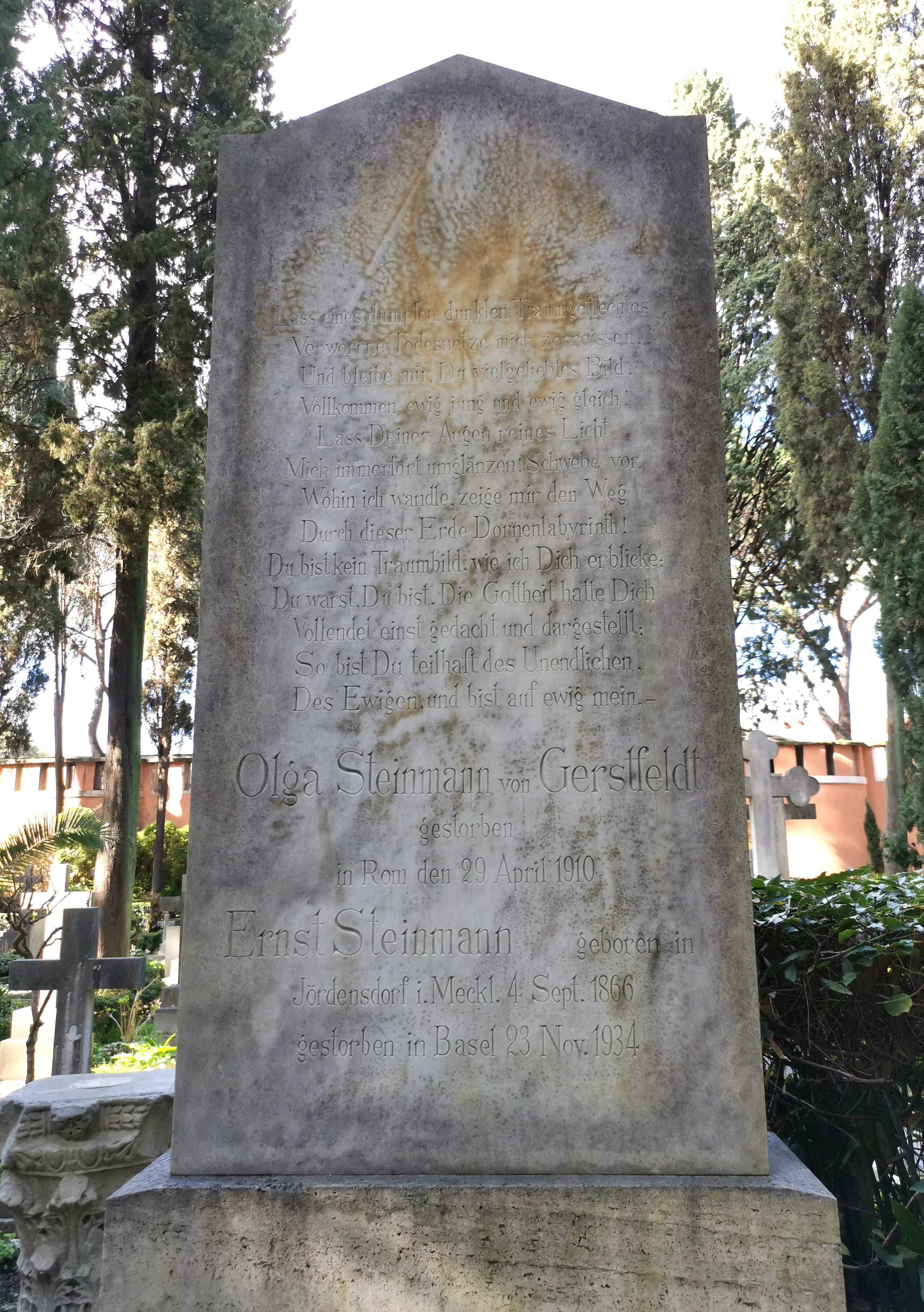
Grab auf dem Nichtkatholischen (Protestantischen) Friedhof Rom

Ernst Theodor Karl Steinmann (* 4. September 1866 in Jördenstorf; † 23. November 1934 in Basel) war ein deutscher Kunsthistoriker, der auf die italienische Renaissance und vor allem Michelangelo spezialisiert war. Er war Gründungsdirektor der römischen Bibliotheca Hertziana.

## Leben
Ernst Steinmann wurde als jüngerer Sohn und eines von sechs Kindern des Pastors Adolf Steinmann (1819–1899) und dessen Ehefrau Betty, geb. Ritzerow, geboren. Der Volkskundler Ulrich Steinmann war sein Neffe.
Ab 1887 studierte Steinmann Theologie und Kunstgeschichte in Tübingen, Rostock und Leipzig. Die ihn fördernden Professoren waren vor allem Johannes Overbeck und Anton Springer. Noch vor seiner Promotion über die mittelalterlichen Tituli (1892) wurde er 1891 Wissenschaftlicher Assistent am Archäologischen Institut in Leipzig. Nach seiner Militärzeit forschte er ab 1893, unterstützt von verschiedenen Stipendien und privaten Förderungen, in Rom, wo er ein monumentales Werk über die Sixtinische Kapelle vorbereitete, das nicht zuletzt durch die prachtvolle Ausstattung mit speziell für diese Publikation aufgenommenen Fotografien Aufsehen erregte. Weitere längere Forschungsaufenthalte führten ihn in diesen Jahren nach Florenz.
Am 1. Juni 1901 heiratete Steinmann Olga von Gerstfeld (* 28. Januar 1866 in Łowicz), die am 29. April 1910 in Rom verstarb.
Von 1903 bis 1911 bekleidete Steinmann das Amt des Direktors des Großherzoglichen Museums in Schwerin. 1913 wurde er erster Direktor der neugegründeten Bibliotheca Hertziana, die auf eine private Initiative und Stiftung der mit ihm eng befreundeten Henriette Hertz zurückgeht. Die Umbauten des Institutsgebäudes, des von Federico Zuccari im späten 16. Jahrhundert errichteten Palazzo Zuccari, wurden von Steinmann koordiniert, der dort auch eine Dienstwohnung bezog. Obwohl in die Zeit seiner Aktivität als Direktor politisch brisante Phasen wie die Akquirierung des Instituts während des Ersten Weltkriegs, später die drohende Vereinnahmung unter Benito Mussolini und der beginnende Druck auf die liberale Forschergemeinschaft nach der Machtübernahme der Nationalsozialisten fallen, setzte Ernst Steinmann seine intensive Forschungstätigkeit fort und publizierte rege zahlreiche heute als Standardwerke geltende Aufsätze und Bücher, vor allem zu Michelangelo. Seine Schriften polarisierten jedoch zugleich oft und stießen bei einem Teil der Zeitgenossen auf Kritik, da sie gelegentlich durch ihren hymnischen und distanzlosen Tonfall in starkem Kontrast zur nüchternen, wissenschaftlichen Sprache der Fachkollegen standen, und da die teilweise kostbar ausgestatteten und im Großformat mit aufwendigen Illustrationen gedruckten Bände als frühe „Coffee Table Books“ abgetan wurden.
1934 trat Steinmann, bereits schwerkrank, in den Ruhestand. Sein Nachfolger an der Hertziana wurde Leo Bruhns. Unmittelbar danach verstarb Steinmann nach zwei Schlaganfällen in der Schweiz, wohin er sich zur Genesung und Pflege begeben hatte. Der umfangreiche Nachlass Steinmanns, darunter die über lange Jahre hinweg geführten Tagebücher, wird im Archiv der Max-Planck-Gesellschaft aufbewahrt. Ein kleinerer Teil seiner umfangreichen Michelangelo-Bibliothek ist an die Vatikanische Apostolische Bibliothek übergeben worden.
In der Einleitung zum Kümmel-Bericht, der von den Nazis in Auftrag gegeben wurde, um die Plünderung von Kulturgütern in Westeuropa zu rechtfertigen, wird Steinmann als eine der Hauptquellen zitiert (Kümmel-Bericht, Januar 1941, S. X-XI).

## Werke (in Auswahl)
(Eine vollständige Bibliografie der Schriften Ernst Steinmanns findet sich in Tesche 2002, S. 275–280.)
- Die Tituli und die kirchliche Wandmalerei im Abendlande vom V. bis zum XI. Jahrhundert. Seemann, Leipzig 1892.
- Botticelli. Velhagen & Klasing, Bielefeld u. a. 1897.
- Pinturicchio. Velhagen & Klasing, Bielefeld u. a. 1898.
- Die Sixtinische Kapelle. Bruckmann, München 1901–1905.
- Rom in der Renaissance von Nicolaus V. bis auf Leo X. 2., umgearb. u. verm. Auflage Seemann, Leipzig 1902.
- Das Geheimnis der Medicigraeber Michel Angelos. Hiersemann, Leipzig 1907.
- Das Grabmal Pauls III. in St. Peter in Rom. Poeschel & Trepte, Leipzig 1912.
- Die Portraitdarstellungen des Michelangelo. Klinkhardt & Biermann, Leipzig 1913.
- Pilgerfahrten in Italien. 3. Auflage Klinkhardt & Biermann, Leipzig 1914 (gem. mit Olga von Gerstfeldt).
- Michelangelo Bibliographie: 1510 – 1926. Klinkhardt & Biermann, Leipzig 1927 (gem. mit Rudolf Wittkower).
- Michelangelo im Spiegel seiner Zeit. Poeschel & Trepte, Leipzig 1930.